# اتومات (موشک)
اُتومات (به ایتالیایی: Otomat) موشک ضد کشتی دوربرد است که در سال ۱۹۷۷ به خدمت رسمی نیروی دریایی ایتالیا پذیرفته شد. این موشک با همکاری شرکت ایتالیایی اتو ملارا و شرکت فرانسوی ماترا طراحی نام شده و اکنون در شرکت بین‌المللی MBDA تولید می‌شود.
اتومات یک موشک کروز کشتی‌پایه برای استفاده ناوشکن‌ها، ناوچه‌ها، ناوچه‌های سبک و شناورهای تندرو موشک‌انداز است. نیروی پیشرانه این موشک را یک موتور توربوجت تأمین می‌کند و هدایت آن از طریق رادار نصب‌شده بر روی دماغه موشک به شیوه آشیانه‌یابی فعال با کمک داده‌های جی‌پی‌اس و ناوبری اینرسیایی انجام می‌شود.
اتومات هرچند با همکاری ایتالیایی‌ها و فرانسوی‌ها ساخته شد اما فرانسه نهایتاً از کاربرد آن صرفنظر کرد و سیستم موشکی اگزوسه را به جای آن به کار گرفت. اتومات به کشورهایی چون لیبی، مصر، عربستان، ونزوئلا، پرو، بنگلادش، کنیا و نیجریه نیز صادر شده است. تاکنون بیش از هزار فروند از این موشک تولید شده و حدود یکصد کشتی جنگی در نیروهای دریایی یازده کشور مختلف به آن مسلح شده‌اند.

## مشخصات
این موشک ضدکشتی ۷۷۰ کیلو وزن داشته و به یک کلاهک جنگی ۲۱۰ کیلوگرمی مجهز است. برد مفید اولین مدل این موشک ۶۰ کیلومتر بود اما در مدل ام‌کا۲ که تولید آن از ۱۹۷۸ آغاز شد به ۱۸۰ کیلومتر با قابلیت شلیک فراافقی افزایش یافت. مدل ضدزیردریایی این موشک نیز MILAS نام دارد که از یک اژدر سبک برای حرکت در آب بهره می‌برد و برد مؤثر آن بین ۵ تا بیش از ۳۵ کیلومتر است.
اتومات با توجه به اینکه تاکنون در هیچ جنگی استفاده نشده موشک نسبتاً ناشناخته‌ای است اما از نظر سطح فناوری و قابلیت‌های عملیاتی یک سلاح ضدکشتی بسیار پرقدرت است. موتور توربوجت این موشک حدود ۵۰ درصد از موتور موشک مشابه آمریکایی‌ها یعنی هارپون پرقدرت‌تر است. نیروی قابل توجه این موتور باعث شده تا مقدار زیادی سوخت، یک کلاهک سنگین و پرقدرت و یک دیتالینک (در مدل ام‌کا۲) برای به‌روزرسانی اطلاعات هدف را بتوان در بدنه موشک جای داد.
کشتی شلیک‌کننده اتومات لازم نیست تا هیچ مانور خاصی را برای شلیک این موشک انجام دهد، چراکه اتومات قادر است بعد از شلیک تا ۲۰۰ درجه مسیر خود را تغییر دهد و این به آن معناست که تمام موشک‌های کشتی را می‌توان در یک حمله به سوی یک هدف شلیک کرد. این امر همچنین توانایی واکنش سریع کشتی را بسیار بالا می‌برد چراکه دیگر لازم نیست کشتی جهت خود را برای شلیک موشک تغییر دهد.